# Muzeum Afrykańskiego Dziedzictwa
Muzeum Afrykańskiego Dziedzictwa (ang. African Heritage Museum) - muzeum i galeria sztuki położone w Bakau, w Gambii. Wcześniejsza lokalizacja znajdowała się w stolicy, Bandżulu. Muzeum posiada sporą kolekcją sztuki afrykańskiej. Zaprezentowane dzieła są na sprzedaż: po opuszczeniu kolekcji zastępowane są nowymi wytworami lokalnych artystów.